# Tossicologia forense
La tossicologia forense è la branca della tossicologia a servizio delle scienze forensi.
Suo scopo principale è quello di applicare le metodiche analitiche a campioni biologici (tessuti) al fine di determinare la relazione causa-effetto tra la presenza di un veleno, o altra sostanza di interesse tossicologico, e un danno alla salute o la morte di una persona. Tali riscontri analitici possono costituire una prova importante in sede di processo penale per stabilire l'effettiva colpevolezza e reale intenzione di causare un danno fisico da parte dell'imputato.

## Prassi analitica
I campioni biologici studiati possono essere quelli ematici, l'urina, il fluido orale o le formazioni pilifere. Queste ultime sono analizzate quando il tempo trascorso tra ultima assunzione ed il prelievo è talmente prolungato, da rendere inutile l'analisi degli altri campioni biologici.
Prassi comune è anche il controllo dell'assunzione di alcool, droghe e altre sostanze da abuso allo scopo di evidenziare le eventuali alterazioni indotte del comportamento o delle prestazioni psicofisiche. In questo modo vengono svelati anche i casi di doping, di guida in stato di ebbrezza e l'uso di sostanze stupefacenti.

## Storia
La tossicologia forense si sviluppò come disciplina scientifica negli anni 1800, grazie a Mathieu Orfila che nel 1814 pubblicò il primo approccio sistematico sulla natura chimica e fisiologica dei veleni (Traité des Poisons). Egli stesso ebbe un ruolo di esperto in molti processi per omicidio e divenne noto per aver applicato il test di Marsh nel processo a carico dell'avvelenatrice Marie Lafarge.